# Gabrijel Bukatko
Gabrijel (Havriil) Bukatko (Donji Andrijevci, 27. siječnja 1913. – Vrbas, 19. listopada 1981.) bio je križevački vladika i beogradski nadbiskup koncilski otac na Drugom vatikanskom koncilu i član Kongregacije za apostolat laika.

## Životopis
Rođen je u Donjim Andrijevcima kod Slavonskog Broda. Petorazrednu osnovnu školu polazio je u rodnom mjestu (1919. – 1924.), šest razreda realne gimnazije polazio je u Slavonskom Brodu, a sedmi i osmi s maturom u Visokom (1931. – 1933.).
Bakalaureat iz filozofije položio 1935. na filozofskom fakultetu Papinskog sveučilišta De propaganda fide u Rimu, gdje je i magistrirao teologiju, te 2. travnja 1939. zaređen za svećenik. Nastavlja studije u Rimu i doktorira 1940. tezom De redemptione secundum doctrinam metropolitae Antonii Kharpovickij.
Po povratku u domovinu obavljao dužnosti tajnika, župnika, kancelara i kanonika u Križevačkoj eparhiji. Godine 1946. imenovan je kapitularnim vikarom Križevačke eparhije, a 23. veljače 1952. Apostolskim administratorom Križevačke eparhije i naslovnim biskupom Severiana. Za biskupa je zaređen i ustoličen četiri dana kasnije, odnosno 27. veljače 1952.
Poseban napor uložio je u obnovu crkava i crkvenih zgrada u eparhiji od ratnih posljedica. Papa Ivan XXIII. postavio ga je za člana pretkoncilske komisije za laički apostolat, a 22. srpnja 1960. imenovan je rezidencijalnim episkopom (biskupom) Križevačke eparhije.
Dana 2. ožujka 1961. godine imenovan je naslovnim nadbiskupom mocisijskim (Mocissus) i Nadbiskupom koadjutorom Beogradske nadbiskupije s pravom naslijeđa, a 4. travnja 1961. Apostolskim administratorom Križevačke eparhije.
Dana 28. lipnja 1961. imenovan je i Koadjutorom apostolske administrature za jugoslavenski Banat (od 1986. Zrenjaninska biskupija). 
Dana 24. ožujka 1964., nakon smrti nadbiskupa Josipa Ujčića, imenovan je Beogradskim nadbiskupom, te Apostolskim administratorom za jugoslavenski Banat. Na položaju apostolskog administratora za jugoslavenski Banat ostao je do 22. prosinca 1971. kada ga je zamijenio mons. Tamás Jung (1911. – 1992.).
Zbog slaba zdravlja, 4. ožujka 1980. odstupio je s položaja beogradskog nadbiskupija, te je ostatak života proveo u Ruskom Krsturu.
Umro je 19. listopada 1981. godine. Pokopan je u Grkokatoličkoj katedrali sv. Nikole u Ruskom Krsturu.

## Imenovanja
Tijekom svog života bio je imenovan na sljedeće crkvene položaje:
| Titule u Katoličkoj Crkvi                  | Titule u Katoličkoj Crkvi                                                                    | Titule u Katoličkoj Crkvi                    |
| ------------------------------------------ | -------------------------------------------------------------------------------------------- | -------------------------------------------- |
| prethodnik Janko Šimrak                    | Apostolski administrator Križevačke eparhije 1952. – 1960.                                   | nasljednik Naslijedio samoga sebe kao biskup |
| prethodnik On kao Apostolski administrator | Episkop Križevačke eparhije 1960. – 1961.                                                    | nasljednik On kao Apostolski administrator   |
| prethodnik On kao episkop                  | Apostolski administrator Križevačke eparhije 1961. – 1981.                                   | nasljednik Slavomir Miklovš                  |
| prethodnik Josip Ujčić                     | Beogradski nadbiskup 1964. – 1980.                                                           | nasljednik Alojz Turk                        |
| prethodnik Josip Ujčić                     | Apostolski administrator za jugoslavenski Banat 1961. – 1971. (kao Apostolski administrator) | nasljednik Tamás Jung                        |

## Vanjske poveznice
- Enciklopedija LZMK / Hrvatski biografski leksikon: Bukatko, Gabrijel (autor: Anto Lešić)
- www.catholic-hierarchy.org – Archbishop Gabriel Bukatko (engl.)
- Križevačka eparhiija
- Beogradska nadbiskupija

| Prethodnik: | Beogradski nadbiskup (1964.—1980.) | Nasljednik:   |
| Josip Ujčić | Beogradski nadbiskup (1964.—1980.) | Alojzije Turk |

| Prethodnik: | Zrenjaninski apostolski upravitelj (1964.-1972) | Nasljednik: |
| Josip Ujčić | Zrenjaninski apostolski upravitelj (1964.-1972) | Tamás Jung  |

| Prethodnik:  | Križevački vladika (1960.—1961.) | Nasljednik:      |
| Janko Šimrak | Križevački vladika (1960.—1961.) | Slavomir Miklovš |